# West Limited

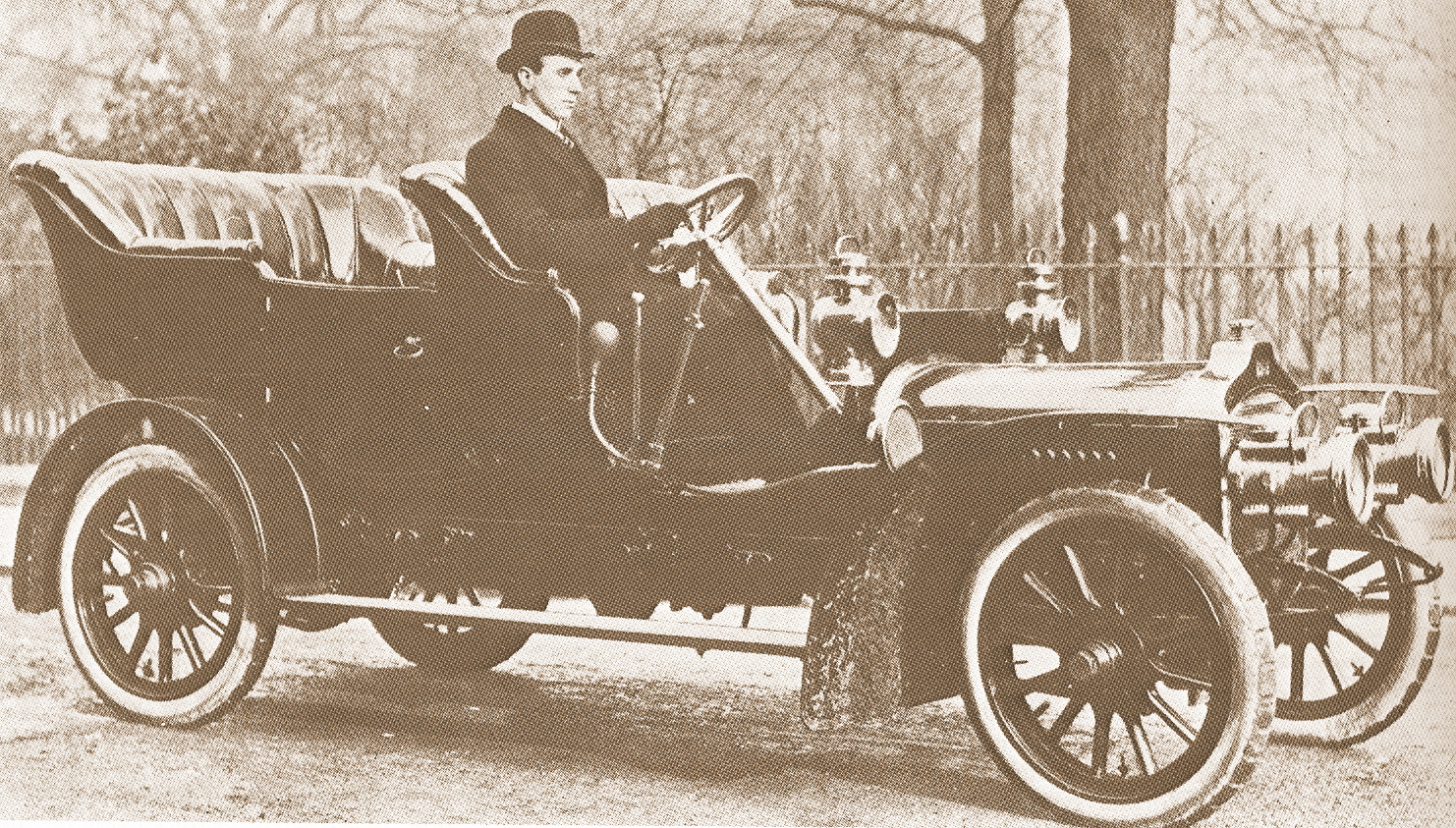
West 20/22 hp (1907)

West Limited, ab 1908 E. J. West & Co Limited, war ein britischer Automobilhersteller, der als Nachfolger der Progress Cycle Company zwischen 1904 und 1912 in Coventry (Warwickshire) ansässig war.
Es entstanden acht verschiedene Modelle mit Zwei-, Vier- und Sechszylindermotoren. Viele Modelle besaßen einen Einbaumotor von Aster und wurden daher auch als West-Aster angeboten.

## Modelle
| Modell   | Bauzeitraum | Zylinder | Hubraum  | Radstand     |
| -------- | ----------- | -------- | -------- | ------------ |
| 10/12 hp | 1906        | 2 Reihe  | 1703 cm³ | 2337 mm      |
| 12/14 hp | 1907–1908   | 2 Reihe  | 1843 cm³ | 2337 mm      |
| 30 hp    | 1907–1908   | 4 Reihe  | 4849 cm³ | 3048 mm      |
| 20/22 hp | 1907–1908   | 4 Reihe  | 3686 cm³ | 2819–2972 mm |
| 15 hp    | 1908        | 6 Reihe  |          | 2819 mm      |
| 15/16 hp | 1908        | 4 Reihe  | 2438 cm³ | 2591–2819 mm |
| 35 hp    | 1908        | 4 Reihe  | 5322 cm³ | 2896 mm      |
| 7/9 hp   | 1911–1912   | 2 Reihe  | 1666 cm³ | 2007 mm      |